# 2622-es mellékút (Magyarország)
A 2622-es számú mellékút egy csaknem 34 kilométeres, négy számjegyű mellékút Borsod-Abaúj-Zemplén vármegyében. A Cserehát egyik legfontosabb útvonala, hosszának nagy részén a Vadász-patak észak-déli irányban elnyúló völgyében húzódik.

## Nyomvonala
A 3-as főútból ágazik ki, annak 202. kilométere előtt nem sokkal, Szikszó központjában. Települési neve a kezdeti szakaszán Rákóczi Ferenc utca, majd Táncsics Mihály utca, végül pedig, a város széléhez közeledve Bajcsy-Zsilinszky út. Három kilométer után lép át Alsóvadász területére, a falu központját a 6+200-as kilométerszelvényénél éri el; odáig Fő utca, utána pedig egy iránytöréssel Béke utca lesz a helyi neve. Homrogd a következő település, ennek központja a 11. kilométerénél terül el.
Kevéssel a 13. kilométere előtt beletorkollik északi irányból – már Monaj déli külterületei között – a 2621-es út, Felsővadász-Kupa felől, de majdnem ugyanott ér véget (a 2621-es utolsó métereibe nyugat felől betorkollva) a 2616-os út is, Edelény-Lak-Tomor irányából. Monaj a soron következő, útjába eső község, amelynek központja a kiágazástól számított mintegy 14,6 kilométer után érhető el. Továbbhaladva az út Selyebre ér, ennek központját 18,5 kilométer után éri el.
Nem sokkal huszadik kilométerének meghaladása után lép át az út Abaújszolnokra, ott ágazik ki (még külterületen, a 20+700-as kilométerszelvényénél) a Nyésta felé vezető 26 132-es út. Abaújszolnok központja a 23. kilométernél található, majd attól északra, a 26+100-as kilométerszelvényénél, még mindig Abaújszolnok külterületén kiágazik a 2623-as út; nem messze innen helyezkedik el Abaújszolnok, Nyésta és Abaújlak hármashatára.
Nyéstát ennél jobban az út nem is közelíti meg, sőt Abaújlak belterületét is elkerüli, de ennek ellenére a következő másfél kilométeren át ez utóbbi település keleti külterületén halad. A 27+550-es kilométerszelvényénél kiágazik belőle a 2621-es út, ezután rögtön átlép Gagyvendégi területére. A település házai mellett a 30. kilométere közelében halad el, ott ágazik ki (a 30+200-as kilométerszelvényénél) a 26 129-es út, Gagybátor felé. Utolsó métereit már Felsőgagy területén teljesíti, ott torkollik bele a 2624-es útba, nagyjából annak 25+450 kilométerszelvénye közelében.
Teljes hossza az országos közutak térképes nyilvántartását szolgáló kira.gov.hu adatbázisa szerint 33,751 kilométer.

## Története
1934-ben a kereskedelem- és közlekedésügyi miniszter 70 846/1934. számú rendelete egy hosszabb szakaszát (Monaj déli része és az abaújlaki elágazása között) harmadrendű főúttá nyilvánította, több más mai mellékúti útszakasszal együtt, 233-as útszámozással. (A 233-as főút Edelénytől Lak, Monaj, Abaújszolnok és Bakta érintésével Encs térségéig vezetett.) Szikszó-Monaj és Abaújszolnok-Gagyvendégi közti szakaszai is léteztek már akkor, de csak mellékútként.